# Польская самооборона на Волыни
Польская самооборона на Волыни (пол. Polska samoobrona na Wołyniu) — группировки польских гражданских и военных лиц для защиты от массовых убийств поляков украинскими националистами.
Истоки польской самообороны на Волыни достигают рубежа 1942/1943. Подобные группировки были созданы в бывших воеводствах Второй Речи Посполитой: Львовском, Станиславском и Тарнопольском. На Волыни было две формы польской обороны:
- партизаны;
- организованная форма в городах (при поддержке немецкой администрации);

Центры (базы) самообороны представляли собой команды польских поселений, которые имели собственные оборонительные укрепления, поддерживали друг друга и предпринимали совместные действия. Зачастую базы постоянно сотрудничали с партизанскими частями.

## История
В феврале 1943 года, когда масштабные акции украинских националистов по деполонизации края приобрели постоянный характер, поляки собственными силами, стихийно организуют первые базы самообороны в двух районах — Сарненском и Костопольском. Первые отряды польской самообороны имели характер народного ополчения, были плохо вооружены и не могли выдерживать долговременную осаду, в связи с чем их эффективность была невелика. Трудное положение этих баз усугублялось отсутствием у них сильной поддержки со стороны конспиративных структур округа Армии крайовой (АК) Волынь, имевших приказ по возможности скрывать сам факт своего существования.
Однако продолжающий обостряться польско-украинский конфликт в волынском регионе в конечном счёте приводит командование Армии Крайовой к осознанию необходимости защиты волынских поляков. Обращение к активным формам борьбы против украинских националистов, организация польских отрядов самообороны означали для АК переход от конспиративной к вооружённой деятельности и смещение вектора политики её Главного командования с организации подпольных структур государственного аппарата на оккупированных землях к руководству самообороной и партизанским движением поляков.
В июне 1943 года началась реорганизация волынского округа АК. По планам командования польская самооборона должна была состоять из двух основных элементов: баз самообороны и летучих партизанских отрядов, поддерживающих связь с защитниками польских «цитаделей». Сильные отряды самообороны, называемые «пляцувками», создавались на базе нескольких сёл с большой концентрацией польского населения, вокруг которых возводился ряд укреплений, окопов и блиндажей. Из сельских ячеек АК, а также из остатков разгромленных оуновцами групп самообороны формировались специальные отряды для охраны этих баз, а также партизанские отряды для помощи им. Лучшими были партизанские отряды под командованием капитана Владислава Коханского («Бомба», «Вуек», создан из защитников с. Старая-Гута Костопольского р-на), Я. Матушинского («Быстрый») и Я. Вышомирского («Мирек», создан из участников самообороны с. Билин Владимирского р-на). В июле 1943 года, в самый разгар карательных акций украинских националистов против поляков, полковник К. Бомбиньский распорядился увеличить количество партизанских отрядов для поддержки баз самообороны. Хотя это были небольшие формирования, порядка нескольких десятков человек, они повышали эффективность польского противостояния в тех районах, где наиболее активно действовали отряды УПА. В Луцком, Ковельском, Ровенском и Костопольском районах были сформированы партизанские отряды.
Центрами самых крупных и крепких баз стали польские поселения в Пшебраже, Гуте-Степаньской, Панской-Долине, Рожище, Житине, Рыбче, Млынове, Шумске, Старой-Гуте, Былине, Засмыках и Купичове. Они просуществовали до самого прихода советских войск на волынские земли и в самое тяжёлое время могли принять под охрану до 30 тысяч поляков, спасавшихся от кровавых расправ.
В начале января 1944 года командование АК приказало мобилизовать партизанские отряды на Волыни и решило начать акцию «Буря». 28 января 1944 года была создана 27-я Волынская пехотная дивизия. Помимо действий против Германии, дивизия провела 16 крупных боевых операций против войск УПА, частично устранив угрозу для польского гражданского населения в Западной Волыни.
После возвращения советского режима на эти земли множество бойцов самообороны на Западной Украине летом и осенью 1944 года вступили в истребительные батальоны и активно содействовали Советам в их борьбе с УПА.

## Итоги деятельности
Максимальное количество «пляцувок» самообороны составляло около 128 (июль 1943 г.) по сравнению с 3 400 населёнными пунктами на Волыни, где жили поляки. Большая часть отрядов самообороны была уничтожена отрядами УПА. Уцелели лишь крупные, имевшие хорошую материальную поддержку со стороны Армии Крайовой, остальных польских движений сопротивления и советских партизан. С конца лета 1943 года (особенно активно — с осени) они стали проводить «превентивные» нападения на базы УПА или с целью отомстить за действия отрядов УПА. Кроме того, проводились рейды на соседние украинские сёла для пополнения продовольственных запасов, при этом нередко случались убийства местных жителей, а несколько украинских сёл было сожжено частично или полностью. Всего с сентября 1943 года по март 1944 они совершили 39 антиукраинских акций, во время которых убили, замучили, сожгли более 550 человек, в том числе детей, женщин и стариков.